# فرودگاه محلی شهرستان گرنت
فرودگاه محلی شهرستان گرنت (به انگلیسی: Grant County Regional Airport) (به زبان بومی: Ogilvie Field) یک فرودگاه همگانی با کد یاتا JDA است که یک باند فرود آسفالت دارد و طول باند آن ۱۳۷۲ متر است. این فرودگاه در شهر جان دی، اورگن کشور ایالات متحده آمریکا قرار دارد و در ارتفاع ۱۱۲۶٫۸ متری از سطح دریا واقع شده‌است.